# Chella, Valencia
Chella, Valencia település Spanyolországban, Valencia tartományban. Chella, Valencia Anna, Bolbaite, Cotes, Enguera, Navarrés, Sellent és Sumacàrcer községekkel határos. Lakosainak száma 2439 fő (2024).

## Népesség
A település népessége az utóbbi években az alábbiak szerint változott:
| Lakosok száma | 2511 | 2618 | 2776 | 2807 | 2798 | 2604 | 2513 | 2435 | 2434 | 2439 |
|               | 2001 | 2004 | 2007 | 2009 | 2011 | 2015 | 2017 | 2019 | 2022 | 2024 |